# 巴彦淖尔庙
巴彦淖尔庙，赐名“普济寺”，位于内蒙古自治区锡林郭勒盟苏尼特左旗，是一座藏传佛教格鲁派寺院。

## 简介
巴彦淖尔庙位于昌图锡力苏木巴彦淖尔嘎查境内。葛隆苏达那木巴拉珠尔，于1797年建50间大殿，1808年上报清朝朝廷，获皇帝赐匾“普济寺”，准20名度牒。1813年，苏达那巴拉珠尔赴贡布莫求经，请得108卷《甘珠尔》。1822年建乔尔大殿，并造一千佛祭奠。1890年建敦克尔大殿，并且造满珠喜尔佛祭奠。1913年，在丑年风云兵乱战役中，该庙被毁，1914年修复。该庙每年阴历一、二、三、四、六、九、十月举办念经朝会，喇嘛达140名。该庙包括桑盖甘珠尔、毛络木、珠兰、桑吉德、吉格、普格、敦克尔等8个寺堂。到1950年代时，该庙仅有14名喇嘛。1958年，该庙被毁。